# Lijst van burgemeesters van Noordoostpolder
Dit is een lijst van burgemeesters van de Nederlandse gemeente Noordoostpolder in de provincie Flevoland sinds het ontstaan van deze gemeente op 1 juli 1962. Sinds 1942 waren er landdrosten aangesteld voor het Openbaar Lichaam De Noordoostelijke Polder.
| Ambtsperiode                      | Naam burgemeester                             | Partij of stroming | Bijzonderheden                                                                    |
| --------------------------------- | --------------------------------------------- | ------------------ | --------------------------------------------------------------------------------- |
| 28 juli 1942 - 1954               | Sikke Smeding                                 |                    | landdrost                                                                         |
| 1 oktober 1954 - 1 juli 1962      | Arie Pieter Minderhoud                        |                    | landdrost, tevens landdrost van het openbaar lichaam Zuidelijke IJsselmeerpolders |
| 1962 - 1973                       | François Marinus van Panthaleon baron van Eck | VVD                | was burgemeester van Steenwijkerwold                                              |
| 1973 - 1980                       | mr. Gauke Loopstra                            | VVD                | was burgemeester van Vlagtwedde, werd burgemeester van Zwolle                     |
| 1981 - 1988                       | Roelf Sietze Hofstee Holtrop                  | VVD                | was burgemeester van Haren                                                        |
| 1989 - 1998                       | Menno (M.A.J.) Knip                           | VVD                | was burgemeester van Hasselt, werd burgemeester van Almelo                        |
| 1998 - 2010                       | mr. Willem (W.L.F.C.) ridder van Rappard      | VVD                | was burgemeester van Texel                                                        |
| 3 mei 2010 - 1 oktober 2018       | Aucke van der Werff                           | CDA                | was burgemeester van Het Bildt                                                    |
| oktober 2018 - december 2018      | Henk (H.L.) Tiesinga                          | CDA                | waarnemend                                                                        |
| 10 december 2018 - 7 oktober 2019 | Harald (H.K.) Bouman                          | partijloos         | [ 1 ] [ 2 ]                                                                       |
| 15 oktober 2019 - 31 mei 2021     | Jan (J.C.) Westmaas                           | CDA                | waarnemend                                                                        |
| 1 juni 2021 - heden               | Roger (R.T.) de Groot                         | CDA                | was burgemeester van De Wolden                                                    |